# Ефимова, Татьяна Евгеньевна
Татьяна Евгеньевна Ефимова (23 апреля 1986) — российская футболистка, полузащитница, спортивный директор федерации муайтай России, заместитель директора женского футбольного клуба Спартак-Москва

## Биография
Воспитанница узбекистанского футбола, с 12 лет жила в России. На взрослом уровне сначала играла в мини-футболе в любительских и вузовских соревнованиях, откуда со временем попала в большой футбол. В 2007—2008 годах играла в высшем дивизионе России за московское «Измайлово», в сезоне 2008 года сыграла 4 матча в чемпионате. В 2010 году стала победительницей первого дивизиона с клубом «Зоркий» (Красногорск), в финальном матче против «Чертанова» (1:0) забила решающий гол. В 2012 году выступала в мини-футболе за РГАУ-МСХА, стала серебряным призёром первенства России среди студентов.
По состоянию на 2016 год входила в тренерский штаб женской сборной России в качестве начальника команды.